# Arístides Quintiliano
Arístides Quintiliano (griego: Ἀριστείδης Κοϊντιλιανός) fue un teórico de la música griego, de formación no sólo musicológica sino filosófica, de cuya vida apenas sabemos nada, salvo que tuvo que vivir en una época posterior a Cicerón (siglo I a. C.), al que menciona, y anterior a Marciano Capella (siglo V), quien utiliza pasajes de la obra de Arístides. Fue autor de un tratado musical, Perì musikês (Περί Μουσικῆς, Sobre la música) en el que pretendió mostrar todos los aspectos concernientes a la música, tanto los específicamente técnicos, como los filosóficos, intentando conciliar la teorización aristoxenista y la pitagórica. La primera edición de su obra y su traducción al latín fue realizada por Marcus Meibomius (Antiquae Musicae Auctores Septem, 1652). 

## Sobre la música
El tratado tiene un carácter enciclopédico y presenta una visión totalizadora de la música. El interés de la obra reside en que nos proporciona abundante información sobre la música en la Antigüedad, tanto sobre la práctica musical, como sobre su teoría. En la música teórica distingue entre la música del arte (teoría armónica, rítmica y métrica) y la música de la naturaleza (matemática musical y constitución musical del universo). En la música del arte incluye la danza, la poesía y la interpretación escénica. En el libro I hace una descripción detallada del sistema musical griego en su conjunto, exponiendo la Armónica, la Rítmica y la Métrica. Junto a ello nos transmite las escalas en uso en la época de Damón (las mencionadas por Platón en La República). En el libro II se ocupa de la música práctica o educativa, explicando la importancia de la música en la educación y en la formación del éthos, así como en la terapia de las pasiones. Transmite la teoría de Damón sobre la influencia de la música en el alma. Así mismo, proporciona una explicación de carácter pitagórico-platónico para justificar la acción de la música sobre el alma, basada en la teoría de la resonancia (con el ejemplo de la cuerda de la lira que suena por resonancia sin ser pulsada directamente) y en la afinidad de los instrumentos musicales con la constitución adquirida por el alma en su descenso a través de las regiones celestes. Junto a ello nos ofrece una descripción de la práctica del solfeo en la música antigua. En el libro III se dedica a los aspectos matemáticos de la música, es decir, a las relaciones numéricas que constituyen los intervalos musicales (proporciones aritmética, geométrica y armónica) y a su extrapolación a la astronomía de su época, lo que él llama la música de la naturaleza.